# Saar-Nied-Gau
Saar-Nied-Gau este o arie protejată (arie de protecție specială avifaunistică — SPA) din Germania întinsă pe o suprafață de 1.839 ha, integral pe uscat.

## Localizare
Centrul sitului Saar-Nied-Gau este situat la coordonatele 49°23′40″N 6°35′16″E / 49.3944°N 6.5878°E.

## Înființare
Situl Saar-Nied-Gau a fost declarat arie de protecție specială avifaunistică în septembrie 2006 pentru a proteja 26 de specii de animale.

## Biodiversitate
Situată în ecoregiunea continentală, aria protejată nu include niciun habitat protejat.
La baza desemnării sitului se află mai multe specii protejate de  păsări (26): pescăruș albastru (Alcedo atthis), barză neagră (Ciconia nigra), erete de stuf (Circus aeruginosus), erete vânăt (Circus cyaneus), erete cenușiu (Circus pygargus), prepeliță (Coturnix coturnix), ciocănitoarea de stejar (Dendrocopos medius), ciocănitoare neagră (Dryocopus martius), presură sură (Emberiza calandra), șoim de iarnă (Falco columbarius), șoimul rândunelelor (Falco subbuteo), becațină comună (Gallinago gallinago), Grus grus grus, capîntortură (Jynx torquilla), sfrâncioc roșiatic (Lanius collurio), sfrâncioc mare (Lanius excubitor excubitor), sfrâncioc cu cap roșu (Lanius senator), gaia neagră (Milvus migrans), gaia roșie (Milvus milvus), vultur pescar (Pandion haliaetus), viespar (Pernis apivorus), bătăuș (Philomachus pugnax), ciocănitoare verzuie (Picus canus), mărăcinar (Saxicola rubetra), mărăcinar negru (Saxicola torquatus), nagâț (Vanellus vanellus).
Pe lângă speciile protejate, pe teritoriul sitului au mai fost identificate 1 specie de păsări.